# Cas Assut
El cas Assut és un cas de corrupció política que investiga el presumpte finançament il·legal tant del Partit Popular de la Comunitat Valenciana (PP) com del Partit Socialista del País Valencià (PSPV). El cas va saltar a l'opinió pública l'abril de 2019 amb la detenció del principal investigat José Maria Corbín, advocat de diverses persones investigades en altre cas de corrupció política que també afecta al PP: el cas Taula.
El cas Assut es centra en el sistema de contractació de l’Ajuntament de València (tot i que també altres administracions públiques) en l’època de l'alcaldessa Rita Barberà (PP), entre els anys 2005 i 2010, en els quals diverses empreses adjudicatàries d'obra pública, serveis municipals o requalificacions urbanístiques facilitaven mossegades amb factures suposadament fictícies a diversos càrrecs públics, tant del PP com del PSPV.
Actualment el cas es troba en fase d'instrucció per part de la jutgessa titulat del jutjat d’instrucció número 13 de València Pepa Tarodo i el fiscal anticorrupció Pablo Ponce que investiguen els suposats delictes de suborn, falsedat documental, blanqueig de capitals, contra la hisenda pública i tràfic d'influències.

## Fets
Les investigacions s'inicien l'any 2017 contra Corbín arran d'una denúncia anònima a l'Agència Tributària en què es posava en coneixement d'un elevat tren de vida de l'advocat, incoherentment amb la seua situació financera. Les investigacions determinaren que les principals fons d'ingressos d'aquest provenien d'un grup d'empreses, totes elles amb importants contractes amb l'Ajuntament de València, institució presidida per la cunyada de l'investigat, Rita Barberà.
Els fets es deriven a la fiscalia anticorrupció que inicia la corresponent investigació que a la vegada va derivar en la corresponent denúncia pels delictes de prevaricació, malversació de cabals públics, suborn, frau en la contractació i contra la hisenda Pública. José Maria Corbín, juntament amb la seua muller i filles, s'haurien beneficiat presumptament del desviament de fons provinents de l'Ajuntament de València, aprofitant la seua relació familiar amb l'alcaldessa Barberà.
Les investigacions, que s'havien realitzat en secret, salten a la llum l'abril de 2019 quan la Guàrdia Civil escorcolla els domicilis i deté a José Maria Corbín i al seu soci Diego Elum. Quasi un mes després queda en llibertat provisional al considerar-se que ja no existia el risc de destrucció de proves incriminatòries.
El maig de 2021 s'efectua una segona onada d'escorcolls i detencions en el marc del cas Assut. Aquesta vegada els afectats són, entre d'altres, l'ex-regidor i mà dreta de Rita Barberà al consistori Alfonso Grau (PP), el també ex-regidor i sub-delegat del Govern espanyol a València en el moment de les detencions Rafael Rubio (PSPV), l'ex-secretari de finances del PSPV José Maria Cataluña, el lletrat José Luis Vera i l'empresari de la construcció Jaime Febrer. Aquesta segona onada d'escorcolls i detencions va obrir una nova fase en les investigacions en què s'amplia l'àmbit d'actuació de la trama fora del PP i de l'Ajuntament de València, com és el cas de l'Ajuntament de Xixona (l'Alacantí) o les obres del transvasament del Xúquer-Vinalopó.
Fins al moment (juny de 2025), la investigació s'estructura en una peça principal i una sèrie de trames diferenciades que superen els 100 toms i els 20.000 folis. La resta de peces de la investigació romanen sota secret de sumari.

### Contracte de sanejament
La principal trama investiga el contracte públic signat el 2007 entre l'Ajuntament de València i l'empresa Acciona per a la gestió de la xarxa de sanejament de la ciutat. El valor estimat del contracte fou de 146 milions d'euros en un termini inicial de 15 anys, un 62% més elevat que l'anterior contracte de 1994. L'Agència Tributària va iniciar les investigacions arran de detectar que l'advocat Corbín i el seu soci Elum havien cobrat 2,2 milions en concepte d'assessorament a les empreses concessionàries, considerant-ho totalment desproporcionat.
Antifrau va xifrar en 11 milions d'euros de prejudici per al pressupost municipal. Les investigacions assenyalen, a més de la mossegada de Corbín i Elum, diversos regals a l'alcaldessa Rita Barberà en forma de vins i accessoris de roba d'alta gamma.

### Operació col·legis
Per altra banda s'investiga l'anomenada "Operació col·legis" pel qual Corbín hauria cobrat mossegades a canvi de beneficis immobiliaris per al conglomerat empresarial de Jaime Febrer. Aquestes empreses assumirien el deute de l'Ajuntament de València amb diverses congregacions religioses arran de la sentència judicial que obligava al consistori a indemnitzar les congregacions que s'havien vist afectades per una restricció de l'aprofitament urbanístic en diverses parcel·les on es localitzen diversos centres educatius.
Diverses empreses, totes participades per Jaime Febrer, assumien aquest deute a canvi de tres parcel·les municipals edificables en zones d'expansió urbanística de la ciutat per un preu inferior al de mercat, resultant un greu perjudici per a les arques municipals valorat en vora 14 milions d'euros. En aquesta operació es varen vore implicats el vice-alcalde Alfonso Grau (PP), el regidor d'urbanisme Jorge Bellver (PP), els advocats José Maria Corbín i José Luis Vera i el regidor a l'oposició Rafael Rubio (PSPV).

### Altres operacions urbanístiques
Les operacions urbanístiques a València continuen amb la manipulació del concurs públic per a la construcció d'un hospital privat en favor de la Universitat Catòlica Sant Vicent Ferrer efectuada presumptament per Corbín, Grau, Carlos Masiá (aleshores gerent de l'empresa municipal urbanística AUMSA) i l'empresari Febrer. Finalment el projecte va decaure.
Al llarg de l'any 2022 s'alça el secret de sumari de diverses peces de la investigació. Es desvela el caràcter transversal que afecta a diversos partits valencians més enllà del PP. És el cas del PSPV que, a través de José Luis Vera i José Maria Cataluña haurien negociat amb càrrecs locals del seu partit tant al govern com a l'oposició. Així passà a Benicàssim (la Plana Alta) quan intentaren amb l'aleshores alcalde Francesc Colomer (PSPV) una operació urbanística al parc natural del Desert de les Palmes. O a Burjassot (l'Horta Nord) amb l'ex-alcalde José Luis Andrés Chavarrías (PSPV), l'alcalde en aquell moment Jordi Sebastià (de Compromís) i l'històric lider nacionalista Pere Mayor, on es pretenia la promoció d'un centre comercial i negocis en societat amb Eroski. En cap dels dos casos va fructificar pel que cap dels edils arribà a estar investigat.
A Xixona (l'Alacantí) s'investiga la promoció per part de Febrer d'un macroprojecte amb 5.000 habitatges i un camp de golf, incorporant-hi uns terrenys de l'ex-alcaldessa Rosa Verdú (PP) i l'ex-regidor Francisco Doménech i els seus familiars. José Luis Vela va negociar amb l'empresa pública Acuamed, dirigida pel socialista Joan Navarro (també investigat), el subministrament d'aigua a través d'una depuradora. El projecte va ser avortat finalment el 2007.

### Finançament del PSPV
L'aixecament del secret de sumari efectuat el maig de 2022 va descobrir cóm a través de l'advocat José Luis Vela i l'ex-secretari de finances del PSPV José Maria Cataluña, que actuaven com a intermediaris amb les empreses de Jaime Febrer, s'aconseguien suposades mossegades o comissions a canvi d'adjudicacions urbanístiques, així com un possible finançament il·legal del partit entre el 2007 i el 2012.
Les investigacions relacionades amb aquesta peça s'entrecreuen amb les de l'anomenat cas Crespo Gomar, una presumpta trama que va esguitar el PSPV i el Bloc, arxivada l'any 2019 per haver prescrit. Les anotacions de Cataluña, interceptades després de l'escorcoll del seu domicili, apuntaven al finançament de la campanya electoral de l'any 2007 en que Joan Ignasi Pla liderava la llista socialista a la Generalitat Valenciana i Carmen Alborch a l'Ajuntament de València. Per altra banda va destapar el paper de Vela i Cataluña amb diversos ajuntaments governants tant pel PSPV com del PP, com els ja esmentats de Benicàssim o Burjassot, però també Bétera (el Camp de Túria) i Pego (la Marina Alta) entre d'altres.
Aquestes investigacions també es relacionen amb el cas Acuamed que investiga l’adjudicació fraudulenta per part d’aquesta empresa estatal de les obres d’una operació urbanística a Xixona. També l'adjudicació per part d'Aigües del Xúquer, empresa estatal depenent del Ministeri de Medi Ambient espanyol dirigit per Cristina Narbona (PSOE), a les empreses Acciona i Construcciones Luján per a la construcció d'un important tram del transvasament del Xúquer-Vinalopó i pel que haurien pagat comissions del 5%.

## Cronologia[1]
- 12 de gener de 2016: Una denúncia anònima a l'Agència Tributària assenyala l'ostentós modus vivendi de l'advocat José Maria Corbín. Les investigacions determinen que els principals ingressos provenen de les empreses vinculades amb l'Ajuntament de València.
- 10 d'abril de 2017: El jutjat número 13 de València arranca la investigació judicial pels delictes de prevaricació, malversació de cabals públics, suborn, frau en la contractació i contra la hisenda Pública després d'una denúncia de la Fiscalia Anticorrupció.

- 2 d'abril de 2019: són detinguts l’advocat José María Corbín i l'empresari Diego Elum durant l'escorcoll de les seues residències per part de la Guàrdia Civil.[10]
- 13 de maig de 2021: la Guàrdia Civil efectua diversos escorcolls a domicilis de diferents investigats i als despatxos de l'Ajuntament de València. Acaben en presó els ex-regidors Alfonso Grau (PP) i Rafael Rubio (PSPV), així com l'empresari Jaime Febrer.[23]
- 21 d'abril de 2022: la jutgessa aixeca parcialment el secret del sumari.[24]
- 13 de juliol de 2022: l'ex-regidor Rafael Rubio ix en llibertat.[25]
- 18 d'octubre de 2022: l'empresari Jaime Febrer obté la llibertat provisional i s'ordenen escorcolls simultanis a diverses empreses relacionades amb la trama.[26]
- 11 de novembre de 2022: l'exregidor Alfonso Grau ix en llibertat provisional.[27]

## Persones investigades
Vora seixanta persones consten en les investigacions que està realitzant tant el jutjat d’instrucció número 13 de València com la fiscalia anticorrupció que a juny de 2025 manté el secret de sumari en bona part de la causa. A continuació es detallen alguns dels principals investigats.

### Càrrecs públics o polítics
| Nom                        | Càrrec polític | Delictes imputats | Situació judicial |
| -------------------------- | --- | --- | ----------------- |
| Alfonso Grau Alonso        | Vicealcalde de l'Ajuntament de València (1995-2015) pel PP.                                                            | Segons les investigacions Grau va cobrar 1 milió d'euros en mossegades que va ocultar en diversos comptes a nom de la seua filla (María Ángeles Grau) i gendre (Kent Lawrence) als Estats Units, Panamà, Suïssa, Mònaco, Luxemburg i Regne Unit. Se li imputen els delictes de suborn, prevaricació, tràfic d'influències i falsedat documental. | Investigat        |
| Rafael Rubio Martínez      | Regidor de l'Ajuntament de València (1996-2011) pel PSPV i líder de l'oposició al govern municipal del PP (2007-2011). | Segons les investigacions hauria cobrat entre 300.000 i 750.000 euros en concepte de comissions en el marc de l'anomenada "Operació col·legis". Està acusat de prevaricació i blanqueig de capitals. | Investigat        |
| Jorge Bellver Casaña       | Regidor de l'Ajuntament de València (1995-2012) pel PP, responsable d'urbanisme al govern.                             | Segons les investigacions hauria rebut diversos regals d'alt valor per part de l'empresari Jaime Febrer a canvi de mediar per a afavorir a la trama en l'adjudicació de diferents contractes públics. | Investigat        |
| Rosa Verdú Ramos           | Alcaldessa de Xixona (1999-2007) pel PP.                                                                               | Segons les investigacions l'alcaldessa, el regidor Francisco Doménech (PP) i els seus familiars van rebre quasi 3 milions d’euros a través de diverses empreses per la construcció d'una urbanització en terrenys de la seua propietat. | Investigats       |
| Joan Navarro Martínez      | Directiu de l'empresa pública Acuamed (2006-2008), pel PSPV.                                                           | Segons les investigacions va facilitar els tràmits per tal que la promoció urbanística de Xixona tinguera als recursos hídrics necessaris a través de l'empresa Acuamed. La mateixa empresa està investigada per les comissions en la construcció d'un tram del transvasament del Xúquer-Vinalopó. | Investigat        |
| José Maria Cataluña Oliver | Secretari de Finances del PSPV (1999-2004).                                                                            | Segons les investigacions va facilitar els contactes entre els ajuntaments governats pel seu partit i l'empresari Jaime Febrer entre els anys 2005 a 2013 (quan ja no tenia responsabilitats en el partit) per tal de rebre comissions dirigides a finançar les campanyes electorals de 2007 i 2008, o directament a dirigents com Rafael Rubio. Actuava de la mà de l'advocat José Luis Vera i se li imputa el delicte de suborn. El delicte electoral hauria prescrit i el delicte de finançament il·legal llavors no existia. | Investigat        |

### Persones privades
| Nom                         | Rol                                                             | Delictes imputats | Situació judicial |
| --------------------------- | --------------------------------------------------------------- | --- | ----------------- |
| José Maria Corbín Navarrete | Advocat i cunyat de l'alcaldessa de València Rita Barberà (PP). | Segons les investigacions hauria exercit com a mediador, juntament amb el vicealcalde Alfonso Grau (PP), entre l'Ajuntament de València i diverses empreses promotores immobiliàries per tal d'obtindre beneficis urbanístics en l'Operació Col·legis, en el contracte municipal de sanejament d'aigües, i d'altres branques del mateix cas. Corbín, juntament amb la seua esposa Asunción Barberà i filles haurien fet valdre la seua relació amb l'aleshores alcaldessa Rita Barberà (PP) per cobrar comissions econòmiques. També estaria investigat el seu soci i advocat Diego Elum. | Investigats       |
| José Luis Vera Llorens      | Advocat vinculat amb el PSPV.                                   | Segons les investigacions va connectar les empreses de Jaime Febrer amb diverses operacions urbanístiques per les quals va cobrar diverses comissions valorades en 1,3 milions d'euros. Vera, a més a més, també està implicat en altres casos de corrupció com el cas Alqueria o el cas Taula. | Investigat        |
| Jaime Febrer Rovira         | Empresari                                                       | Principal corruptor i enllaç comú entre totes les persones investigades. Va comptar amb el suport del seu assessor fiscal Joaquín Pastor Rico. Segons les investigacions, Febrer comptava amb un entramat d'empreses amb les quals aconseguiria contractes públics amb les diverses administracions implicades. | Investigat        |